# Caudatispora
Caudatispora — рід грибів родини Lasiosphaeriaceae. Назва вперше опублікована 1995 року.

## Класифікація
До роду Caudatispora відносять 2 види:
- Caudatispora biapiculata
- Caudatispora palmicola